# Итальянский жеребец (фильм)
«Итальянский жеребец» (англ. Italian Stallion), до 1976 года известен как «Вечеринка у Китти и Стада» (англ. The Party at Kitty and Stud's) — американский порнофильм 1970 года. Первая роль в кино 24-летнего Сильвестра Сталлоне.

## Сюжет
Стад и Китти — молодые люди, которые живут вместе. Они регулярно занимаются сексом, в том числе с элементами садомазохизма. Однажды, решив разнообразить свою половую жизнь, они развешивают объявления, приглашая к себе на вечеринку всех желающих. Вечер внезапно заканчивается групповым сексом.

## В ролях
- Сильвестр Сталлоне — Стад
- Генриетта Холм — Китти
- Джоди Ван Прэнг — Джоди
- Николас Уоррен — Ник
- Фрэнк Мичелли — Фрэнк
- Барбара Сторм — Барб
- Джанет Банзе — девушка в парке

## Факты
Я играл жеребца, который приглашал желающих на вечеринку через газетное объявление. К нему пришли человек десять, целовались и обнимались — и все. По нынешним стандартам, фильм почти прошел бы родительскую цензуру.
- Первая роль в кино Сильвестра Сталлоне[3]. За съёмки, длившиеся два дня, актёр получил гонорар в двести долларов[1] (1413 долларов в ценах 2021 года)[5]. По словам самого Сталлоне, который в тот момент был нищ и бездомен, тогда ему было всё равно: ограбить кого-нибудь или сняться в фильме[3].
- Фильм относится к поджанру так называемой мягкой порнографии[1].
- В 1976 году фильм был перевыпущен под новым названием «Итальянский жеребец» после успеха Сталлоне в ленте «Рокки» того же года[6]. «Итальянский жеребец» — прозвище главного героя этой картины.
- В ноябре 2010 года права на фильм и оригинальная плёнка были проданы на аукционе eBay за 270 тысяч фунтов стерлингов[7].
- В 2013 году накануне выставки полотен Сильвестра Сталлоне, партия «Коммунисты России» подала заявление в полицию с требованием привлечь актёра к уголовной ответственности за распространение порнографических материалов[2].